# Скуби-Ду и монстр из Мексики
«Скуби-Ду и монстр из Мексики» (англ. Scooby-Doo! & The Monster of Mexico) — рисованный полнометражный анимационный фильм о Скуби-ду.

## Сюжет
Фред и его друзья — Дафна, Велма, Шэгги и Скуби-Ду получают приглашение приехать в гости в Веракруз. Компания отправляется на автомобиле в Мексику, чтобы провести там заслуженный отпуск. Магический говорящий орёл Пако, который предостерегал людей держаться подальше от команды Скуби Ду за то, что они разрушили статую идола, чтобы не разозлить богов, оказывается дешёвым аниматроником из парка развлечений с дурацким акцентом. Шегги и Скуби оказываются на  дереве вместе с Пако. Скуби рычит и вместе с Шегги бросается на орла. Дафни и Велма садятся на статую крылатого кугуара и взмывают в воздух. Когда Фред сталкивается с пумами около храма, они набрасываются на Пако, вырывая его перья. Пэрро и Луис спасаются от огромной статуи идола, когда статуя крылатого кугуара садится ему на голову. Статуя рушится на куски, ударив себя кулаком. Магический орёл Пако выходит из строя и ломается. Но таинственное гигантское существо с зелёными светящимися глазами терроризирует жителей живописного городка Веракруа. Местное население называет его: Эль Чупакабра. Друзья сами сталкиваются с кем-то, похожим на бигфута (снежного человека) и решают провести расследование и разгадать эту тайну. Они отправляются в Музей антропологии возле пирамид и видят там статуи богов древних ацтеков, среди них: Кетцалькоатль — «пернатый змей». Далее на празднике поминания умерших предков на местном кладбище появляется призрак покойного отца сеньора Отеро, а затем Чупакабра. Призрак пугает людей проклятием и требует, чтобы они продали свои земли. Тут друзья и раскрывают эту тайну, что за голос призрака отвечал мистер Смайли. Полиция арестовывает его вместе с Шелли – женой Пэрро, которая притворялась экскурсоводом музея.

## Роли озвучивали
- Фрэнк Уэлкер — Скуби-Ду / Фред Джонс
- Кейси Кейсем — Шэгги Роджерс
- Николь Джаффе — Велма Динкли
- Хизер Норт — Дафна Блейк
- Джесси Боррего — Луис Отеро
- Мария Кэнелс-Баррера — София Отеро / Пожилая женщина
- Брэндон Гонсалес — Хорхе Отеро
- Кастуло Гуэрра — Сеньор Фуенте
- Бенито Мартинес — Эль Курандеро
- Дарлин Мендоза — Натали Отеро
- Кенди Майло — Шарлин / Музейный гид
- Рита Морено — Донья Долорес
- Аллиси Ривера — Каролина Отеро
- Кейси Сандино — Себастьян Отеро
- Эдди Сантьяго — Алехо Отеро
- Рип Тейлор — Мистер Смайли / Призрак сеньора Отеро
- Эрик Лумис — Эль Чупакабра
- Брайан Каммингс — четыре второстепенных персонажа (в титрах не указан)